# Danebod Højskole
Danebod Højskole var fra 1920 til 2002 en højskole i Fynshav på Als.

## Historie
Højskolen åbnede dørene for det første elevhold efter genforeningen i 1920 og havde allerede i sit første år 34 unge mænd som elever på vinterskolen. Forud for dette var der gjort en imponerende indsats af ihærdige ildsjæle blandt de lokale bønder, der i fællesskab købte en gård ved Fynshav. ”Övelgönne” hed den. Det betyder oversat fra plattysk – at unde en ilde – og oversat endnu engang til nutidsdansk, at ønske et andet menneske noget ondt. – Ikke et særlig rart navn for en kommende højskole. For at kunne låne til købet af gården havde disse stærke og viljefaste bønder måttet sætte deres egne gårde i pant. Takket være især sognefoged Hans Eriksen, Almsted blev det en realitet i 1919. Der blev solgt andele, og i løbet af det første år var der solgt i alt 387 andele til en slutkapital af 113.000 kr.
Den første forstander, Thorvald Knudsen, der var præst og oprindelig fra Fyn, blev hentet hjem fra den danske koloni Tyler i Minnesota, USA, hvor han var forstander for en dansk højskole, kaldet Danebod. Navnet tog han med sig hjem, og det blev modtaget med fuld tilslutning – i forlængelse af de mange år under tysk herredømme. På Afstemningsdagen d. 10. februar 1921 blev lindetræet på gårdspladsen plantet med ønsket om, ”at det ville blive mere og mere rodfæstet i Grænselandets muld – og samtidig hige opad.” Danebod Højskoles primære formål var ”at være til gavn og glæde for de elever, der valgte at gøre Danebod til deres højskole – og til gavn og glæde for den egn, der gennem tro på sagen, offervilje og aktivt medarbejde muliggjorde skolens arbejde.” Desværre forlod Thorvald Knudsen allerede efter et år Danebod for at blive valgmenighedspræst i sit fødesogn, Ryslinge på Fyn, men han glemte aldrig Danebod Højskole. Han vendte tilbage år efter år og holdt festtalen ved elevstævnet.
I 1923 blev Frede og Anna Terkelsen nyt forstanderpar. Godfred Hansen var en dygtig håndværkslærer fra Vallekilde blev lærer fra 1921. Han påbegyndte håndværkslinien på Danebod og forestod den, indtil der i 1936 blev åbnet en håndværkerskole i Sønderborg. Da blev den senere biskop, cand.theol. Henrik Dons Christensen og landbrugskandidat Frederik Slipsager ansat som lærere på Danebod. Slipsager var en dygtig landbrugslærer, men han forlod skolen i 1957 for at gå ind i landspolitik. Anna Terkelsen havde på sommerskolen påbegyndt håndarbejdskurser for pigerne, og i 1938 blev vævestuen også en del af vinterskolen, fordi der ikke længere kun var karle på den. Pigerne havde holdt deres indtog – om end i et beskedent antal. Forstander Terkelsen blev under krigen nødt til at gå under jorden. Tyskerne beslaglagde skolen i 1944 og brugte den som træningslejr. På 100 års dagen for den første danske højskoles åbning i Rødding d. 7. november rykkede 200 15 år gamle tyske drenge ind og holdt militær forskole – men heldigvis kun i et halvt år til befrielsen d. 4. maj – men allerede d. 6. maj blev de erstattet af flygtninge – i alt 118, fortrinsvis drenge fra øst-områderne, bl.a. Danzig. På deres afrejsedagen d. 10. juni gennemførte de et systematisk hærværk og ødelæggelse på bygninger og inventar. D. 12. juni rykkede 180 allierede krigsfanger og flygtninge ind, flest italienere og polakker, men også repræsentanter for bogstaveligt alle østeuropæiske lande. Senest kom 147 flygtninge fra Estland. Det var en slidt skole, der stod tilbage, da de alle var rejst. Der blev arbejdet i døgndrift i en måned med udbedring af skaderne. Vinterskolen begyndte d. 7. november 1945. På vinterskolen var der i 1945/46 100 elever, og på sommerskolen var der i årene 46, 47 og 48 henholdsvis 114, 111 og 118 piger. I 1947 gennemførtes et ”8 dage på højskole” -kursus med 140 deltagere. I maj måned i 1955 kunne man indvie den nye fløj (ned den nuværende teatersal) på Danebod samtidig med åbningen af sommerskolen.
Gunner Rasmussen blev ansat som lærer på Danebod i 1945–53 – og vendte tilbage som forstander i 1957-74. Tiderne ændrede sig, og elevholdene blev mindre. Samtidig var det ikke længere karle og piger fra landet, det kom som elever i samme grad som tidligere. Sommerskolen 1948 havde der været 118 elever, men allerede i 1960 var der kun 13. Industrien var kommet til, og landbobefolkningen så sig blandet med arbejderfamilier fra industrien. Danebod Højskole fandt nye veje og havde fra begyndelsen af 1960’erne et tilbud om 3 måneders forberedelseskurser fra november til februar for en håndfuld kommende sygeplejersker før optagelsesprøven på landets sygeplejeskoler. Der blev undervist i fysik, kemi, matematik og i almindelige højskolefag. Kommende barneplejersker fik tilsvarende tilbudt kurser i førstehjælp sidestillet med den almindelige højskolelinje. I 1968/69 kom HF ordningen, og unge med kun syv års skolegang blev tilbudt et otte-måneders forberedelseskursus til optagelsen på HF kurser. Først i 1979 ophørte de egentlige sommerskole kurser. Herefter var det fire mdr. i efteråret og igen fire mdr. om foråret fra februar til maj.
Mogens Hemmingsen blev ansat som forstander efter Gunner Rasmussens afgang i 1974. Han ledede skolen frem til 1995. Hans kone, Rita Haugaard fortsatte fra 1975 Anna Terkelsens tekstilfag bl.a. i en ny kursustype - ugekurset. En enkelt kursusuge om sommeren, hvor temaet var spinding, farvning af uld, vævning og syning. Rita Haugaard var medinitiativtager til Midtals Friskole (1979). I 1976 blev Tinne og Henrik Svane ansat som lærere. De havde speciale i musik og bevægelse, og det blev endnu et tema for et årligt ugekursus på Danebod Højskole.
Tiden havde igen ændret sig. Der var ikke længere behov for forberedelseskurser til HF uddannelsen. Den spirende miljøbevidsthed satte økologi, energibesparelse og vedvarende energikilder på dagsordenen. Rene Karottki blev ansat som lærer i 1977 og blev leder af Energikontoret på Als og tovholder i Andelsselskabet Danebod Energiforsyning (1978, formand Ole Molsted), der i de følgende år kunne indvie et stort solfangeranlæg og en nykonstrueret og selvbygget vindmølle på Danebod. Kaj Smedemark blev ansat som lærer i 1978 og oprettede som godkendt økologisk avler det økologiske gartneri på Danebod. Sammen med køkkenleder Mary Bjerrum introduceredes det økologiske køkken.
I 1980'erne opretter Erik Sommer sangkoret "Katten i Sækken", Niels Larsen opretter "Biografen i Fynshav", flere lærere er medstiftere af "Midtals Husflid" og Erik Lindsø laver radioudsendelser med eleverne for Danmarks Radio og er tovholder i flytning af Vester Nebels gamle smedje til Danebod.[kilde mangler]
De æstetiske og manuelle fag tiltrækker mange unge og der bygges værksteder til tekstilfag, foto, medier, keramik, smedning, grafik og maleri, musik og teater. En ny elevfløj indvies i 1984 og gymnastiksalen ombygges til teater og biografsal. Else Marie Okkels grundlægger Sønderjysk Pigekor i 1994.
Mogens Hemmingsen blev i 1991 valgt til formand for Højskolernes forening. I 1995 forlod han Danebod Højskole til fordel for en forstanderstilling på Viborg Gymnastikhøjskole. Ny forstanderpar blev Laust og Lisbeth Riis-Søndergaard. Sidste halvdel af 90’erne var præget af mindre ungdomsårgange, mindre ungdomsarbejdsløshed og ændrede og strammere tilskudsregler og det førte i løbet af kort tid til mere end en halvering af elevtallet for Danebod Højskole. I 1997 indvilligede Hanne og Kaj Smedemark i at overtage ledelsen af skolen og medarbejderstaben blev reduceret betydeligt. De små elevhold blev suppleret med dagelever fra lokalområdet og med unge fra Polen, der kom til Danmark for at studere bæredygtige løsninger på energi- og miljøudfordringer. Hanne og Kaj Smedemark opsagde deres stillinger efter tre års arbejde til fordel for stillinger hos hhv. Sønderborg Slot og Sønderjyllands Amt. Fra 2000-2002 var først Esben Høilund Carlsen (1,5 måned), derpå Arne Steffensen (konstitueret) og senest Martin Taarup forstandere (2001-2002).
Efterskolen Strand flyttede i 2003 fra Sønderborg til Danebod på initiativ af skolebestyrelsens formand, borgmester Åse Nygaard. Efterskolens Strand på Danebod var en skole for normaltbegavede unge med læse- og stavevanskeligheder. Skolen gik konkurs i 2013. Danebods bygninger huser i dag Efterskolen Epos på Danebod, hvor man lærer gennem leg og spil. Hver sommer har Elevforeningen Danebods Venner af 2004 afholdt en minihøjskole på Danebod.